# Babsztyl
Babsztyl – polski zespół muzyczny wykonujący muzykę folkową, a następnie country rockową.

## Powstanie i skład zespołu
Babsztyl został utworzony w 1977 roku w Gdańsku jako zespół country przez studentów gdańskiej AWF – Zbigniewa Hofmana, Ryszarda Wolbacha i Ryszarda Czerwińskiego.
W pierwszym składzie zespołu grali:
- Zbigniew Hofman – wokal, gitara, banjo,
- Czesława Wasilewska – wokal,
- Ryszard Wolbach – wokal, gitara.

Czesławę Wasilewską w 1978 roku zastąpił Lech Makowiecki (wokal, gitara, mandolina), wówczas student Politechniki Gdańskiej.
Skład zespołu często się zmieniał, liczba członków grupy sięgała siedmiu, a czasem nawet dziewięciu osób.
W Babsztylu grali gitarzyści:
- Krzysztof Jaworski,
- Adam Krawczyk,
- Ryszard Czerwiński,
- Wojciech Krzyśków
- Adam Niedorezo,
- Grzegorz Pawlenko,

gitarzyści basowi:
- Krzysztof Chojnacki,
- Wiesław Cybulski,
- Ryszard Czerwiński,
- Jan Herod,
- Waldemar Kobielak,
- Zbigniew Maroszczyk,
- Wiesław Sałata,
- Sławek Zaniesienko

skrzypkowie:
- Leszek Bolibok,
- Witold Muchnicki,

perkusiści:
- Ireneusz Ciesielski,
- Zbigniew Chrzanowski,
- Janusz Grzywna,
- Andrzej Kalski,
- Stanisław Płoszaj,

a także grający na banjo Michał Karczewski.
Po reaktywacji zespołu w ostatnich latach skład grupy jest następujący:
- Cezary Makiewicz – gitara akustyczna, śpiew
- Zbigniew Hofman – gitara akustyczna, śpiew
- Zbigniew Chrzanowski – perkusja
- Paweł Szustkiewicz – gitara basowa,
- Piotr Szymański – gitara elektryczna.

Pawła Szustkiewicza zastąpił Mariusz Garnowski – gitara basowa, wokal. Piotra Szymaśkiego zastąpił Kamil Kulawczuk. Miejsce Lecha Makowieckiego (który w związku ze swoimi nowymi planami artystycznymi zrezygnował ze współpracy z zespołem) zajął Cezary Makiewicz, a w 2011 roku Ryszard Wolbach rozpoczął solową karierę.

## Działalność zespołu
Babsztyl zadebiutował na Festiwalu Piosenki Turystycznej Bazuna w Gdańsku w 1977 roku. W latach 1978–1979 uczestniczył w Festiwalu Piosenki i Piosenkarzy Studenckich w Krakowie, w 1981 roku w Ogólnopolskim Młodzieżowym Przeglądzie Piosenki w Toruniu, gdzie został finalistą, w Krajowym Festiwalu Polskiej Piosenki w Opolu, w 1985 roku w Festiwalu Piosenki Żołnierskiej w Kołobrzegu. Zdobywał przy tym liczne wyróżnienia i nagrody.
Grupa brała też udział w przeglądach: Yapa, Sabatar, Tartak, Bakcynalia oraz Giełda Piosenki w Szklarskiej Porębie. Również tam była często nagradzana. Występ na festiwalu w Opolu przyniósł zespołowi ogólnopolską popularność, nie tylko wśród wielbicieli muzyki folkowej.
Z czasem zespół rozwijał się i zmieniał swą stylistykę od typowego folku – poprzez poezję śpiewaną i występy zbliżone do kabaretu – w kierunku muzyki country rockowej. W 1981 roku nagrał płytę długogrającą Szykuj się, bracie, która została wydana przez Muzę (Polskie Nagrania, SX 2111). Płytę sprzedano w nakładzie 230 tys. egzemplarzy.
Bardzo często występował na piknikach muzyki country organizowanych w Mrągowie i Jeleniej Górze. Występował też za granicą, m.in. w NRD, ZSRR, Szwecji i Finlandii.
W latach 1983–1985 z grupą Babsztyl współpracował Piotr Janczerski. Zrealizowali wspólnie wiele recitali emitowanych przez regionalne ośrodki TVP (Gdańsk, Warszawa, Łódź).
W 1986 roku z zespołu odszedł Leszek Makowiecki, zakładając ze swoją żoną zespół Zayazd.
Lata 1986–1993 to najintensywniejszy okres pracy zespołu Babsztyl. Liczne nagrania dla Polskiego Radia i TVP, m.in. udział w programie Punkt widzenia w reżyserii Zbigniewa Proszowskiego, pod redakcją Barbary Czajkowskiej. W 1992 roku firma SPV Poland wydaje kasetę z piosenkami napisanymi specjalnie na potrzeby ww. programu. Powstaje również widowisko dla dzieci realizowane przez teatr lalek w Olsztynie oraz wydana kaseta z piosenkami dla dzieci w stylu country Przygody pechowego kowboja Ptysia na Dzikim Zachodzie. Udział w wielu programach i listach przebojów, koncerty w Polsce i za granicą (Szwecja, Niemcy, Syberia – Tobolsk i okolice).
Sytuacja na rynku muzycznym i decyzja o opuszczeniu zespołu przez Zbigniewa Hofmana spowodowała, że po występie na Pikniku Country w Mrągowie w 1993 roku zespół zawiesił działalność. Ryszard Wolbach z muzykami zespołu założył nowy zespół Harlem.
Grupa reaktywowała się po 10-letniej przerwie; znowu koncertuje i nagrywa w składzie wzbogaconym o muzyków olsztyńskich. W 2007 roku ukazała się płyta zespołu Hej, przyjaciele, zostańcie ze mną, a w 2010 roku Stoji łoset kele drogi – autorskie kompozycje zespołu do tradycyjnych tekstów w gwarze warmińskiej.
W 2011 roku od zespołu odszedł Ryszard Wolbach i rozpoczął solową karierę.

### Najważniejsze nagrody
- 1978 – wyróżnienie na Festiwalu Piosenki i Piosenkarzy studenckich w Krakowie za piosenkę Ballada o Jeremiaszu;
- 1979 – wyróżnienie na tym samym festiwalu za piosenkę Ballada o samotności;
- 1981 – wyróżnienie na Krajowym Festiwalu Polskiej Piosenki w Opolu w koncercie Debiuty za interpretację piosenki W siną dal (którą wcześniej wykonywał duet Iga Cembrzyńska i Bohdan Łazuka);
- 1985 – Złoty Pierścień na Festiwalu Piosenki Żołnierskiej w Kołobrzegu za Bo na ciebie czeka wojsko, żartobliwy pastisz piosenki żołnierskiej;
- 2011 – tytuł Zespół Roku w plebiscycie Dyliżanse 2010.

## Wybrany repertuar
- Ballada o Jeremiaszu
- Ballada o samotności
- Bo na ciebie czeka wojsko
- Hej, przyjaciele, zostańcie ze mną
- Góralska opowieść (Kiedy góral umiera)
- Knockin' On Heaven's Door
- Lunatycy
- Mała żona
- Punkt widzenia
- Szykuj, bracie, się
- W siną dal
- Wichrom
- Wypić wypijemy – jeszcze pożyjemy
- Czy mamy jeszcze czas
- Ogień i woda

## Informacje dodatkowe
O piosence Ballada o samotności, wykonanej przez zespół na Festiwalu Piosenki i Piosenkarzy Studenckich w Krakowie Wojciech Młynarski, przewodniczący jury, powiedział, że dla takich  piosenek warto  organizować  festiwal.